# Камилла (фильм)
«Камилла» (англ. Camilla) — кинофильм.

## Сюжет
Молодая семейная пара — Винс и Фреда Лопес — едут «отвлечься» в Джорджию, где знакомятся с фантазёркой Камиллой и её сыном Гарольдом. Обе женщины, оказывается, склонны к чудачествам, и стоило мужчинам отлучиться, как дамочки отправляются в путешествие. И первым делом топят свою машину. Это их не останавливает — они продолжают путь автостопом и развлекаются как могут, пока Гарольд и Винс последовательно отрабатывают версии — сначала их гибели, потом похищения.

## В ролях
| Актёр           | Роль          |
| --------------- | ------------- |
| Джессика Тэнди  | Камилла Кара  |
| Бриджит Фонда   | Фреда Лопес   |
| Элиас Котеас    | Винсент Лопес |
| Мори Чайкин     | Гарольд Кара  |
| Грэм Грин       | Хант Уэллер   |
| Хьюм Кронин     | Эвальд        |
| Ранджит Чоудхри | офицер Капур  |
| Джордж Харрис   | Джерри        |
| Сэнди Росс      | пограничник   |
| Джерри Куигли   |               |